# Muriel Hutchison
Muriel Hutchison (* 10. Februar 1915 in New York City, New York; † 24. März 1975 ebenda) war eine US-amerikanische Theater- und Filmschauspielerin.

## Leben
Hutchison wurde am 10. Februar 1915 in New York City geboren. Nachdem sie Schauspielunterricht an der Central Dramatic School in London und am Barnard College genommen hatte, spielte sie für zwei Theatersaisons mit der Edinburgh Repertory Company. Von 1936 bis 1948 trat sie in 8 Theaterstücken am Broadway auf, darunter die Stücke The Sap Runs High (1936), Merely Murder (1937) und The Vigil (1948). 
Daneben wirkte Hutchison in Spielfilmen mit. Ihr Leinwanddebüt gab sie in der Kriminalkomödie Partners in Crime (1937), gefolgt von einer Nebenrolle in … One Third of a Nation … (1939). In George Cukors Die Frauen (1939) spielte sie an der Seite von Norma Shearer, Joan Crawford und Rosalind Russell die Rolle eines Dienstmädchens. Ebenfalls im Jahr 1939 erschienen die Filme Dünner Mann, 3. Fall und Joe and Ethel Turp Call on the President, in denen sie jeweils in einer Nebenrolle zu sehen. In den frühen 1950er-Jahren stand sie für mehrere Fernsehproduktionen vor der Kamera.
Nach ihrer Heirat mit dem Kunsthändler John P. Nicholson († 1962) im Jahr 1953 gab sie die Schauspielerei auf und betrieb fortan mit ihrem Ehemann eine Kunstgalerie, die auf englische Kunst aus dem 19. Jahrhundert spezialisiert war. Hutchison starb 1975 im Alter von 60 Jahren an Krebs.

## Filmografie
- 1937: Partners in Crime
- 1939: … One Third of a Nation …
- 1939: Die Frauen (The Women)
- 1939: Dünner Mann, 3. Fall (Another Thin Man)
- 1939: Joe and Ethel Turp Call on the President